# الأشاوس
الأشاوس أو هاكوغي: أسطورة موبي ديك مسلسل أنمي ياباني مقتبس من رواية موبي ديك للكاتب الأمريكي هرمان ملفيل، الأنمي من إخراج اوسامو ديزاكي، عرض لأول مرة في 9 نيسان 1997 واستمر عرضه حتى 12 أيار 1999. دبلج المسلسل للعربية بواسطة مركز الزهرة وعرض على قناة سبيس باور. من 2008 إلى 2014 ثم من 2016 إلى 2019 بعد ان أصبحت فقرة على قناة سبيستون

## الحبكة
في الفضاء، مصدر دخل قراصنة الفضاء الوحيد هو صيد "الحيتان"، وهي مركبات فضائية آلية عملاقة تجوب الفضاء، غنية بالموارد عند صيدها بنجاح. كان واثق، ربان القراصنة، مهووسًا بحوت أبيض معين، يُدعى موبي ديك. لكن الأمور تتغير عندما تنضم لاكي (جود) إلى طاقمه المتنوع من القراصنة واللاجئين.

## الممثلون
- يحيى الكفري - واثق
- مروان فرحات - ديو، دوق الطبيب
- هزار الحرك - جود
- أيمن السالك - أكاد، موتس
- محمد خير أبو حسون - عملاق
- رأفت بازو - أرعن
- عادل أبو حسون - الطباخ عجرف
- مجد ظاظا - آرا

## روابط خارجية
- الأشاوس على موقع IMDb (الإنجليزية)
- الأشاوس على موقع ليتربوكسد (الإنجليزية)
- الأشاوس على موقع قاعدة بيانات الفيلم (الإنجليزية)
- الأشاوس على موقع ANN anime (الإنجليزية)